# 金无怠
金无怠（英語：Larry Wu-Tai Chin；1922年8月17日—1986年2月21日），广东南海人，美国中央情报局对外广播情报处翻译人员、分析家、档案管理人员，一说为美国东亚政策研究室主任。因在1952年至1985年期间向中华人民共和国提供机密情报，金无怠以间谍罪被逮捕和审讯，后在狱中自杀。金无怠被认为是有史以来对中美关系影响最大的间谍，对朝鲜战争、越南战争以及中美关系都产生了重要影响。

## 生平
金无怠1922年8月17日出生于北京，在西山碧云寺上小学，在北京东城就读大同中学。中学毕业后第一次考燕京大学没有考上，入辅仁大学就读一年。1940年考入燕京大学法学院新闻系。1943年上半年天气暖和时只身到四川成都的复校后的燕京大学继续学习。1944年辍学离校。1947年从燕京大学新闻系毕业（但北京大学档案馆保存的1945年至1948年的4个年度燕京大学毕业生名录没有发现金无怠的名字）。 
遗孀周谨予的书中记载：“他在成都读完两年大学课程时，英国军事代表团招聘翻译人员，投考被录取，派到广东。一年后抗战胜利，考取中央广播事业管理处所属的福建广播电台任国语播音员。1947年，他在上海考进联合国善后救济总署，1948年考进美国驻上海总领事馆担任译员，1949年随美国总领事馆转往香港。1951年，他被派到韩国担任战俘营翻译官一年，1952年由韩国返香港，路经日本东京，考取在冲绳岛属于美国国务院的外国广播情报服务局（或译“对外广播情报机构”），英文简称为FBIS，开始在冲绳岛分局服务。”
1949年與妻子仇氏在上海結婚。1959年前后在日本冲绳（一说在美国夏威夷），金无怠认识了來自台湾的前中國廣播公司女播音員周谨予（與曾在中國廣播公司任職的前夫宋郛育有三名子女，其一為宋瑜生。韓戰期间，周谨予也投身「联合国军中之声电台」，化名“黎明”，向战俘营里的中国人民志愿军战俘广播，号召他们放弃遣返回中国大陆，投奔台湾。1957年随联合国军中之声迁往冲绳美軍基地），开启了一段冲绳之恋。尽管當時男有妻、女有夫，且两人各有子女，不过这并没有阻止他们两人。1961年金无怠调至美国加利福尼亚州圣罗莎），1963年与周谨予结婚，1965年金无怠加入美国国籍。1970年圣罗莎办事处被关闭，金氏向联合国总部求职，但并未获得录取。后到維珍尼亞州罗斯林的对外广播情报处总部工作。同年金氏晉升为中情局译员兼分析员，得以接触到最机密情报权限。1981年7月，金无怠退休，并由于其工作的出色表现获得中情局颁发的奖章。退休之后，金无怠仍在中情局担任顾问工作。
1985年11月22日，金无怠被美国联邦调查局逮捕，被指控6项间谍罪和11项欺诈和逃税罪。1986年2月，陪审团裁定金无怠的所有17项罪名成立，并定于3月4日判刑。但在宣判日期之前的2月21日，金无怠在狱中自杀，終年63歲。金無怠的醫生兒子金鹿石當時參與法醫驗屍，結論是自殺。

## 被捕和受审
联邦调查局早在1982年2月就开始了对金无怠的调查和监视，通过搜查其行李和监视其行踪得到部分证据，证实金无怠是为中国工作的卧底。金无怠的被捕与中国国家安全部负责美国情报工作的总负责人、北美情报司司长、外事局主任俞强声叛逃美国有关。1985年，俞强声携带金无怠的档案叛逃到美国，从而使美国联邦调查局得到金无怠在中国国家安全局的代号和通信证据，金无怠面对这些证据，承认其曾给中国提供情报。
被捕后，金无怠承认了自己确有间谍行为，但坦白唯一的情报是在中美建交过程中，秘密提供给中国关于美国总统对中美关系决策的情报，并因此声称自己对中美两国建交有功。金无怠说：“我提供了美国方面愿意修好的情报，毛泽东才做出了邀请尼克松访华的重大决定”。金无怠曾托其妻周谨予前往北京见邓小平，希望中国政府能与美国谈判，換自己能回到中国，然而中国方面否认与其有任何关系。時任中国外交部发言人的李肇星在新闻发布会上说：“金无怠事件是美国反华势力编造出來的，中国政府爱好和平，从来没有向美国和任何其他國家派遣过任何间谍。中国政府不会承认这件反华事件，也不认识这位自称是中国间谍的金无怠先生。”
金無怠被捕後，讓周谨予取出香港银行的10萬美元存款，發現這個賬戶已經被中國凍結了。:1312月19日下午，周谨予和往常一样去探视了金无怠。當天稍晚，金无怠还會見了纽约华文报纸《中报》记者陈国坤。當时他似乎相信，中方对他不会袖手旁观。他说：“至少要做给世界看，是不是？人员出了事情，结果，好，就一句‘我根本不理’，这从人情上说不过去······这个国家不负责任，不会永远不负责任，对不对？”:133
1986年2月21日，在等待判刑期间，金无怠在狱中自杀，死因是用塑胶袋蒙住头部后窒息而死。美国此后也没有对这一轰动的间谍之死做任何更深入的调查。其妻周谨予後居住於旧金山，1998年出版了《我的丈夫金无怠之死》一书。书中对金无怠的自杀提出质疑，提出诸多疑点，例如金无怠死时面容平和，不似窒息而死，作者认为金无怠之死“是个谜，谜底要大家去分析”。
金无怠安葬在美国加州帕羅奧圖市的阿爾塔梅薩紀念公園。
2017年左右，他的三名子女为他在北京香山玉皇頂立了墓碑。在金无怠墓碑右侧3米左右，还有一石碑形制稍稍小一些，是金无怠父母3人的墓碑。两碑相比，父母之碑的碑台较矮，几乎与地表齐平。

## 间谍生涯
金无怠案的陪审团认为，金无怠的间谍活动主要包括：
- 在朝鲜战争中，通过联合国军翻译的身份，为中国提供志愿军战俘营的地址[16]，延缓了美军在战争中的进程。
- 在1960年代，金无怠为中国提供关于美国对華政策的情报，使中国对美外交处于优势地位。特别是在中美建交过程中，他使中国掌握了尼克松总统希望和中国建交的情报，使美国在中美建交过程中作出许多重大让步。
- 金无怠还在越南战争期间为中国和北越提供美国政府的对越态度，包括发动战争、退出战争等情报。

有报道认为金无怠是由中国总理周恩来亲自委派和安插的间谍，中国先后为其提供了100万美元以上的报酬，一说15万美元。金无怠将其用于投资房地产，并出入拉斯维加斯赌场以掩饰谍报收入。
金无怠案件使美国，特别是中央情报局意识到中国对美国的国家安全构成直接而真实的威胁。金无怠甚至认为中情局的安全措施十分松懈，很容易从中得到机密资料。也有人认为金无怠的作用并没有想象得那么大，因为他看到的机密文件都是美国政府的既定政策。由于金无怠在受审过程中拒绝交待间谍活动的具体细节，以及中国政府否认他是中国间谍，金无怠案的严重程度和间谍手段外界很难确切知晓。一般认为金无怠是在美国发现的首要中国间谍，有人甚至认为其对美国的破坏程度空前，甚至超过之前所有侦破的间谍影响总和。

## 美国媒体的报导
- 洛杉磯時报，《前中情局雇员为中国做间谍33年》（Ex-CIA Employee Held as 33-Year China Spy），1985年11月24日[18]
- 纽约时报，《间谍活动导致海量数据暴露给中国》（Huge Data Loss from China is Seen from Espionage），1985年11月30日。[19]
- 华盛顿邮报，《金无怠被认为是中国安插在美国的间谍》（Chin Believed Planted in US as Spy），1985年12月6日。[19]
- 纽约时报，《中情局安全系统松懈，招供间谍如是说》（C.I.A.'s Security Was Lax, According to Convicted Spy），1986年2月11日。[17]

## 家人
- 父亲金孟仁：曾留学法国，回国以后担任由法国人控制的卢汉铁路局任处长
- 金孟仁原配陈氏
  - 长子金无病，金无怠长兄
- 金孟仁侧室、金无怠生母杨杜若：
  - 长女金孔章，金无怠胞姐
  - 次子金无忌，金无怠次兄
  - 三子金无怠
  - 四子金无骄，金无怠胞弟

- 发妻仇氏
  - 长女金美石
  - 长子金巨石
  - 次子金鹿石
- 第二任妻子周谨予

### 相關著作
- Tod Hoffman. . Steerforth Press. 2008年  [2014-05-04]. ISBN 978-1-58642-148-9. （原始内容存档于2014-07-06）.（英文）